# Secuenciación de nanoporos
La secuenciación por nanoporos es un método para determinar el orden en el que los nucleótidos se organizan en una hebra de ADN. Este método está en desarrollo desde 1995. Es un método de análisis simple y directo de ADN que hará que las pruebas genéticas sean cada vez más habituales. Consiste en generar nanoporos entre dos compartimientos y a través de la observación de los cambios en la corriente eléctrica a través del nanoporo debida a los iones que pasan de un compartimiento al otro, identificar los nucleótidos que pasan dentro del mismo.
Un nanoporo es un pequeño agujero de 1'5 - 2 nanómetros de diámetro interno. Se pueden crear por una proteína formadora de poros o como un agujero en materiales sintéticos como silicona o grafeno.
Cuando un nanoporo se inserta en un fluido conductor y se le proporciona un voltaje, se puede observar una corriente eléctrica producida por la conducción de iones a través del nanoporo. La cantidad de la corriente observada es sensible a la forma y el tamaño del nanoporo. Si pasa una base, una hebra entera de ADN u otra molécula por el nanoporo, la magnitud de la corriente varía.

## Contexto
El Proyecto Genoma Humano fue un proyecto fundado en 1990 y que terminó en 2003 por El Departamento de Energía y los Institutos Nacionales de la Salud de los Estados Unidos con un capital de 280 millones de dólares, con el fin de investigar principalmente: Identificar los aproximadamente 20,000-25,000 genes presentes en el ADN humano, determinar la secuencia de los tres mil doscientos (3200) millones de pares de bases químicas que componen el ADN humano, guardar esta información en bases de datos, mejorar las herramientas para el análisis de datos, transferir las tecnologías relacionadas al sector privado y direccionar los problemas éticos, legales y sociales que se podían generar por el proyecto.
Tras la finalización del proyecto del genoma humano, los análisis pertinentes al genoma humano continuarán por muchos años, las formas de secuenciación del genoma y de análisis del mismo seguirán en continuo desarrollo y en continuas mejoras.
Existen diferentes formas de secuenciación de ADN como la secuenciación de Maxam-Gilbert, el método de Sanger y la pirosecuenciación. El método de secuenciación por nanoporos busca reemplazar estos métodos al realizar una secuenciación del genoma más rápidamente, más económicamente y potencialmente más viable y cómoda para que pueda ser utilizada rutinariamente por médicos, tal y como se hace con la resonancia magnética y el recuento de células sanguíneas.
Igualmente, las tecnologías ya existentes, requieren el uso de reactivos que son costosos o la amplificación de la hebra de ADN, este método es mucho más sencillo y evita los errores que pueden ser producidos al reducir el número de etapas del proceso.

## Técnica
El ADN puede pasar a través de un nanoporo por varias razones. Por ejemplo, por medio de la electroforesis el ADN puede ser atraído hacia el nanoporo y finalmente pasar a través del mismo. De la misma forma, enzimas unidas al nanoporo pueden guiar el ADN hacia el mismo. 
El tamaño del nanoporo fuerza a que el ADN que pasa a través de él sea leído base por base. De esta forma, a medida que pasa alguna de las bases nitrogenadas (adenina, guanina, citosina o timina), la corriente eléctrica varía, permitiendo la lectura de la hebra de ADN. Esta aproximación ha sido mostrada por la compañía de tecnologías Oxford Nanopore y el profesor Hagan Bayley.

## Tipos de nanoporos
Alfa hemolisina

Nanoporo con alfa-hemolisina y paso de ADN monocatenario (ADNss) a través de él. En un primer paso, el complejo formado entre la proteína alfa-hemolisina y el ADN de doble cadena (ADNds) se inserta en un poro. En un segundo paso, solo una de las dos cadenas del ADN pasa a través del nanoporo. Los cambios en la corriente eléctrica que produce el paso de cada nucleótido del ADN a través del nanoporo pueden ser medidos y utilizados para identificar la secuencia de ADN.

La alfa hemolisina (α-HL), es una toxina bacteriana capaz de formar poros en los glóbulos rojos y otros tipos celulares, permeabilizándolos e induciendo su lisis. Este poro proteico se encuentra compuesto por un barril beta heptamérico de 14 hebras, de las cuales 7 son horquillas beta. Esta estructura de α-HL es ventajosa para identificar específicamente las bases nitrogenadas que se desplazan a través de este poro. Se ha demostrado que las cuatro bases del ADN pueden ser identificadas calculando los valores de la corriente iónica a través de α-HL. El poro α-HL mide alrededor de 10 nm de largo, formado por dos secciones distintas de 5 nm. La sección superior consta de una especie de receptor de gran tamaño, mientras que la sección inferior consta de tres posibles sitios de reconocimiento (R1, R2, R3), capaces de distinguir entre las cuatro posibles bases. 
El uso de α-HL en la secuenciación fue permitido gracias a estudios básicos y mutaciones estructurales en la proteína, con el fin de mejorar la capacidad de detección de bases nitrogenadas en el poro. Actualmente, se estudia la unión de una exonucleasa al poro α-HL, donde la enzima se encargaría de escindir periódicamente bases individuales, lo que permitiría al poro identificar sucesivamente las bases que transcurren por él. Además, el acoplamiento de dicha exonucleasa al poro biológico retrasaría la translocación del ADN, aumentando la exactitud de adquisición de datos y mejorando la eficiencia de la secuenciación.
Recientemente se ha demostrado la capacidad de α-HL para detectar los nucleótidos en dos sitios separados en su sección inferior. Los sitios R1 y R2 permiten a cada base ser monitoreadas dos veces mientras se mueve a través del poro, generando 16 valores de la corriente iónica. Este método mejora la única lectura a través del nanoporo duplicando los sitios de lectura de la secuencia.
MspA
Mycobacterium smegmatis porina A (MSPA) es un segundo nanoporo biológico que está siendo investigado actualmente. El poro MSPA ha sido identificado como una mejora potencial de α-HL debido a su estructura más favorable: forma de copa de borde grueso y un diámetro de 1,2 nm, propiedades favorables para la secuenciación de ADN. Sin embargo, esta proteína posee un núcleo negativo que inhibe la translocación de la hebra de ADN por el nanoporo, debido a la incompatibilidad con las cargas negativas de los grupos fosfato. Para solucionar este problema, la cadena polipeptídica de MSPA ha sido modificada mediante la sustitución de tres ácidos aspárticos (cargas negativas) por tres asparraginas (cargas neutras).
En cuanto a la eficiencia de este nanoporo, la detección de la corriente iónica generada por el transcurso de los nucleótidos resulta diez veces más específica para la identificación de cada base que utilizando la α-HL. Un grupo de investigadores de la Universidad de Washington ha propuesto el uso de ADN de doble cadena entre cada hebra de ADN que pasa por el nanoporo, para mejorar la estabilidad y mantener el nucleótido en la sección de lectura del poro, deteniéndose en el lugar correcto y mejorando así la eficacia de secuenciación.